# Beatrice Lamwaka
Beatrice Lamwaka (Gulu, siglo XX) es una escritora ugandesa. Fue preseleccionada para el Premio Caine 2011 por su cuento "Butterfly Dreams".

## Biografía
Lamwaka nació y creció en Alokolum, Gulu, Uganda. Estudió en la Escuela Secundaria de los Mártires de Uganda, en Namugongo, antes de ingresar en la Universidad de Makerere para licenciarse en Filosofía y Letras con mención en Educación. Se especializó en literatura e inglés. Posteriormente cursó un máster en derechos humanos en la Universidad de Makerere.

## Trayectoria como escritora
En su tercer año en la Universidad de Makerere, se unió a FEMRITE, una organización dedicada al desarrollo y la promoción de escritoras. En 2001, su primer relato, «Vengeance of the Gods», se publicó en la antología Words From A Granary. Más tarde escribió «Queen of Tobacco», la historia de una mujer que idolatraba fumar tabaco. Esta historia fue recogida por el British Council después de que Lamwaka la presentara a Gowanus Books en línea en el proyecto en curso «Crossing Borders».
Fue preseleccionada para el Premio Caine 2011 por su relato «Sueños de mariposa». Sus relatos han sido publicados en varias antologías, entre ellas las antologías del Premio Caine, To See the Mountain and other stories y African Violet and Other Stories (2011). También ha colaborado en la antología de 2019 Daughters of Africa, editada por Margaret Busby. Entre otras publicaciones en las que ha aparecido la obra de Lamwaka se encuentran Butterfly Dreams and Other Stories from Uganda, New Writing from Africa 2009, Words from A Granary (2001), World of Our Own, Farming Ashes, Summoning the Rains, Queer Africa: New and Collected Fiction (2013), y PMS poemmemoirstory journal. Actualmente trabaja en su primera novela, Sunflowers, y en varios cuentos.

## Otros trabajos
Es fundadora y directora de la Arts Therapy Foundation,una organización sin ánimo de lucro que ofrece apoyo psicológico y emocional a través de terapias artísticas creativas. Es secretaria general de PEN Uganda Chapter y miembro ejecutivo de la  (URRO). Uganda Reproduction Rights Organisation Ha formado parte de la junta ejecutiva de la Asociación de Escritoras de Uganda (FEMRITE), de la que es miembro desde 1998. Anteriormente escribió artículos para el Global Press Institute sobre temas que afectan a las mujeres, como el VIH/SIDA, el impacto de la guerra en las mujeres y la justicia social. Sus relatos cortos y su novela también se centran en estos temas.
En 2009, fue escritora residente en el Château de Lavingny, Suiza. En noviembre de 2013, fue residente trabajando en su novela, Girasoles, en el Bellagio Center de la Fundación Rockefeller. Fue galardonada con el premio Young Achievers Award 2011 en la categoría de Arte, Cultura y Moda y recibió una beca de la Fundación HF Guggenheim para investigar las disputas por la tierra en el norte de Uganda tras el conflicto.
Fue preseleccionada para el Premio Caine de Escritura Africana 2011 y finalista del Premio Literario PEN/Studzinski 2009.

## Obras publicadas

### Libros de historia
- Anena's Victory. Fountain Publishers. 2003. ISBN 9970021893.

### Cuentos cortos
- "Chief of the Home", in Karen Martin; Makhosazana Xaba, eds. (2013). Queer Africa: New and Collected Fiction. MaThoko's books. ISBN 9781920590338.
- "Butterfly Dreams", in Hilda Twongyeirwe, ed. (2012). Word of our own and other stories. Femrite Publications. ISBN 9789970700257.
- "Bonding Ceremony", in Hilda Twongyeirwe; Ellen Banda-Aaku; Ellen Banda-Aaku, eds. (2012). Summoning the rains. Femrite Publications. ISBN 9789970700257.
- "Butterfly Dreams" and "Bottled Memory", in To See the Mountain and other stories. New Internationalist Publications LTD. 2011. ISBN 9781906523862.
- "Pillar of Love", in African Violet and Other Stories. New Internationalist Publications LTD. 2011. ISBN 9781780260747.
- "Butterfly Dreams", in Emma Dawson, ed. (2010). Butterfly Dreams and Other Stories from Uganda. Typhon Media. ISBN 9789881516589.
- "The Garden of Mushrooms", in Violet Barungi; Hilda Twongyeirwe, eds. (2009). Faming Ashes: Tales of Agony and Resilience. Femrite Publications. ISBN 9789970700202.
- "Village Queen", in Violet Barungi, ed. (2009). Talking Tales. Femrite Publications. ISBN 9789970700219.
- "The Family of Three"; "The Bully"; and "The Garden of Mushrooms", in Women in Warzone Experiences. Femrite Publications. 2009.
- "The Star in My Camp", in Robin Malan, ed. (2009). Writing from Africa 2009. Johnson and Kingjames Books. ISBN 9780620434287.
- "I Always Know", in Painted Voices: A collage of art and poetry, volume II. Femrite Publications. 2009. ISBN 978-9970-700-18-9.
- "Vengeance of Gods", in Violet Barungi, ed. (2001). Words from a Granary. Femrite Publications. ISBN 9789970700011.
- "Butterfly Dreams"
- "Queen of Tobacco", Gowanus Books, 2002

### Poemas
- "Mwoc Acoli", "Nyeri", enBeverley Nambozo Nsengiyunva, ed. (2014). A Thousand Voices Rising: An anthology of contemporary African poetry. BN Poetry Foundation. ISBN 978-9970-9234-0-3.
- "Las estrellas en Gulu", enPainted Voices: A collage of art and poetry, volume II. Femrite Publications. 2009. ISBN 978-9970-700-18-9.

## Premios y reconocimientos
- Premios Janzi 2021 ( Sueños de mariposas ).[10]
- Premio Young Achievers 2011 (Categoría Arte, Cultura y Moda.
- Laureado del Consejo para el Desarrollo de las Ciencias Sociales Instituto de Gobernanza Democrática 2012.
- Seleccionado para el Premio Caine de Escritura Africana, 2011.
- Finalista del Premio Literario PEN/Studzinski 2009.[11]
- Becario de la Fundación Harry Frank Guggenheim, 2009.[3]